# Isfotblomfluga
Isfotblomfluga (Platycheirus groenlandicus) är en tvåvingeart som beskrevs av Charles Howard Curran 1927. Isfotblomfluga ingår i släktet fotblomflugor, och familjen blomflugor.
Artens utbredningsområde är Grönland. Arten är reproducerande i Sverige. Inga underarter finns listade i Catalogue of Life.